# Mars 2024
Mars 2024 est le troisième mois de l'année 2024.

## Environnement
D'après Copernicus, au niveau mondial, mars 2024 est le mois de mars le plus chaud jamais enregistré, avec une température moyenne de l'air de 14,14 °C, dépassant le record de mars 2016 (14,04 °C). La température moyenne de l'air était ainsi supérieure de +1,68 °C à la moyenne de la période préindustrielle 1850-1900. Il s'agit du dixième mois d'affilée à battre un record de chaleur au niveau mondial.
Des anomalies sont observées au niveau des océans polaires. La concentration de glace de mer est supérieure à la moyenne dans la Mer du Groenland. Tandis qu'elle est au contraire inférieure de 20% à la moyenne autour de l'Antarctique, ce qui en fait sixième plus faible concentration relevée pour un mois de mars.

## Événements
- 2 février au 16 mars : 130e édition du Tournoi des Six Nations de rugby à XV.
- 19 février au 3 mars : 67e édition des championnats du monde IBSF organisée à Winterberg (Allemagne).
- 1er mars :
  - élections législatives et élections à l'Assemblée des experts en Iran ;
  - l'attaque par un groupe armé sur un camp militaire de Kwala au Mali, région de Koulikoro, fait une trentaine de morts[2] ;
  - en Russie, des milliers de personnes assistent aux funérailles d'Alexeï Navalny[3],[4].
- 1er au 3 mars : 19e édition des championnats du monde d'athlétisme en salle à Glasgow (Royaume Uni).
- 2 mars :
  - 12 personnes sont tuées et 8 autres blessées par une frappe de drone russe sur un immeuble à Odessa[5] ;
  - les forces armées américaines commencent à larguer de l'aide humanitaire dans la bande de Gaza[6].
- 3 mars :
  - votation fédérale en Suisse, Les électeurs helvétiques acceptent le référendum sur l'augmentation des pensions mensuelles mais rejettent le référendum sur l'augmentation de l'âge de la retraite ;
  - 29 personnes sont tuées et 59 autres blessées au Pakistan lors des fortes pluies qui ont balayé le pays en deux jours, provoquant des glissements de terrain[7].
- 4 mars : la France devient le premier pays au monde à inscrire la liberté de recourir à l'interruption volontaire de grossesse dans sa Constitution.
- 5 mars : Le gouvernement haïtien déclare l'état d'urgence après que des gangs ont pris d'assaut deux prisons et exigé la démission de Ariel Henry[8].
- 6 mars : l'Alliance des États du Sahel, composée du Mali, du Burkina Faso et du Niger, annonce la création d'une force conjointe entre les trois pays pour lutter contre les groupes jihadistes dans les trois pays[9].
- 7 mars :
  - la Suède devient membre de l'OTAN ;
  - des hommes armés kidnappent au moins 287 écoliers dans l'État de Kaduna, au Nigeria[10].
- 8 mars : référendums constitutionnels en Irlande, les électeurs rejettent deux référendums constitutionnels sur la famille et les soins.
- 8 au 23 mars : 13e édition des Jeux africains au Ghana.
- 9 mars :
  - élection présidentielle au Pakistan, Asif Ali Zardari est élu ;
  - 26 personnes sont tuées et 11 autres sont portées disparues lors d'inondations soudaines dans des villages de la régence de Pesisir Selatan, dans la province de Sumatra occidental, en Indonésie[11].
- 10 mars :
  - élections législatives au Portugal, l'Alliance démocratique remporte le plus de sièges lors du scrutin ;
  - à la suite d'une enquête en laboratoire, 8 enfants et 1 adulte de Zanzibar (Tanzanie), sont morts du chélonitoxisme après avoir consommé de la viande de tortue de mer, une espèce locale ; 78 autres personnes ont été hospitalisées[12] ;
  - l'armée américaine transporte par avion le personnel non essentiel de l'ambassade américaine à Port-au-Prince, en Haïti, dans un contexte d'escalade de la violence dans le pays[13].
- 11 mars : démission d'Ariel Henry, Premier ministre d'Haïti.
- 12 mars :
  - un avion de transport militaire Iliouchine Il-76 des forces aérospatiales russes avec 15 personnes à bord s'écrase dans l'oblast d'Ivanovo, en Russie[14] ;
  - une expédition scientifique au Bounty Trough (en), au large des côtes de la Nouvelle-Zélande, rapporte la découverte de plus d’une centaine de nouvelles espèces océaniques[15].
- 14 mars : le Conseil de sécurité nationale irakien interdit formellement le Parti des travailleurs du Kurdistan (PKK) à la suite d'une réunion de haut niveau entre des responsables irakiens et turcs à Bagdad[16].
- 15 mars :
  - au moins 20 personnes sont tuées et 70 autres blessées lors d'une frappe de missile russe à double frappe à Odessa[17] ;
  - 34 migrants sont portés disparus et 2 migrants sont retrouvés morts au large de la côte sud-est de la Tunisie ; 34 autres migrants ont pu être secourus après leur naufrage[18] ;
  - en Somalie, une attaque contre un hôtel à Mogadiscio fait au moins 3 morts[19].
- 15 au 17 mars : élection présidentielle en Russie, Vladimir Poutine est réélu dès le premier tour du scrutin.
- 16 mars : la Russie affirme que 2 civils sont tués par des bombardements ukrainiens sur la ville de Belgorod[20].
- 17 mars : la junte militaire du Niger révoque un accord militaire avec les États-Unis qui autorisait le personnel du ministère américain de la Défense à pénétrer sur son territoire[21].
- 18 mars :
  - des dizaines de personnes, dont au moins 20 « terroristes » et un haut dirigeant du Hamas, sont tuées après une attaque contre l'hôpital Al-Shifa à Gaza[22] ;
  - 8 personnes sont tuées lors de deux frappes aériennes pakistanaises en Afghanistan, à la suite d'accusations selon lesquelles les attaques au Pakistan auraient été organisées en Afghanistan, ce que nient les talibans; en réponse, les autorités talibanes ont ouvert le feu sur les troupes pakistanaises à la frontière[23].
  - 14 cadavres sont retrouvés à Pétion-Ville, une banlieue aisée de Port-au-Prince, capitale d’Haïti, où des membres de gangs mènent des attaques[24].
- 20 mars : 12 personnes sont tuées et 8 autres sont secourues lors d'une explosion dans une mine du district de Harnai, au Pakistan[25].
- 21 mars :
  - la Résistance islamique en Irak lance une attaque de drones sur l'aéroport d'Haïfa, l'aéroport de Kiryat Shmona, l'aéroport Ben Gourion de Tel Aviv et l'aéroport de Rosh Pina en Israël[26] ;
  - au Viêt Nam, le président Võ Văn Thưởng démissionne, la vice-présidente Võ Thị Ánh Xuân assure l'intérim.
  - au moins 42 personnes sont tuées dans des combats entre deux communautés dans l'est du Tchad[27].
- 22 mars :
  - 36 avions de guerre et 5 navires de guerre chinois sont détectés autour de Taïwan[28] ;
  - attentat du Crocus City Hall à Krasnogorsk en Russie, causant au moins 144 morts, 551 blessés et la destruction du bâtiment ;
  - Attaque de Teguey : au moins 23 soldats nigériens sont tués, 17 sont blessés et 34 autres sont portés disparus après une embuscade de l'État islamique dans le Grand Sahara à Teguey, région de Tillabéri (Niger). La junte nigérienne affirme que 30 jihadistes ont également été tués[29] ;
  - les corps d'au moins 65 migrants sont découverts dans une fosse commune dans le sud-ouest de la Libye[30].
- 23 mars :
  - élection présidentielle en Slovaquie ;
  - les insurgés d'Al-Shabaab prennent d'assaut une base militaire somalienne dans le Bas-Shabelle, tuant 7 soldats, dont le commandant de la base, 10 combattants d'Al-Shabaab sont également tués dans la fusillade[31].
- 23 mars au 27 avril : 29e édition du Tournoi des Six Nations féminin.
- 24 mars :
  - élection présidentielle au Sénégal, Bassirou Diomaye Faye est élu ;
  - un missile russe viole l'espace aérien de l'OTAN au-dessus de la Pologne, provoquant l'activation des avions de l'armée de l'air polonaise[32] ;
  - 23 personnes sont tuées lors d'une tempête de pluie dans les États d'Espírito Santo et de Rio de Janeiro, au Brésil[33].
- 25 mars :
  - le Conseil de sécurité de l'ONU adopte une résolution appelant à un cessez-le-feu immédiat dans la bande de Gaza et à la libération des otages détenus par le Hamas, les États-Unis s'abstenant[34] ;
  - l'armée israélienne bombarde le gouvernorat de Deir ez-Zor, en Syrie, tuant un officier de la force Quds et 15 autres militants[35].
- 26 mars : effondrement du pont Francis-Scott-Key à Baltimore (États-Unis), causant probablement 6 morts (2 confirmés et 4 présumés).
- 27 mars :
  - élection présidentielle à Malte, Myriam Spiteri Debono est élue ;
  - 16 personnes sont blessées, dont quatre enfants, et une personne est tuée à la suite de l'attaque de bombes guidées russes sur Kharkiv (Ukraine)[36].
- 28 mars : la Cour internationale de justice, dans une décision unanime, ordonne à Israël de permettre à l'aide humanitaire d'entrer sans entrave dans la bande de Gaza, avertissant que la famine sévit déjà[37].
- 29 mars :
  - les frappes aériennes israéliennes sur la ville syrienne d'Alep tuent au moins 38 personnes, dont 5 membres du Hezbollah[38] ;
  - la Russie s'oppose à la poursuite de la surveillance des sanctions des Nations unies contre le programme d'armes nucléaires nord-coréen[39] ;
  - l’Aviation nationale du Venezuela signale qu’un avion ayant violé l’espace aérien vénézuélien a été abattu au canon M61 Vulcan par un de ses F-16. Aucun détail n'a été divulgué sur l'interception et l'identité de l'avion détruit[40].
  - sortie extrêmement remarquée aux États-Unis et à l'international, selon les standards des autres disques du genre, de Cowboy Carter, le premier album country de Beyoncé[41],[42],[43].
- 30 mars : 
  - plus de 150 personnes sont évacuées après qu'un homme a retenu quatre personnes en otage dans une discothèque à Ede (Pays-Bas), pendant six heures et a menacé de se faire exploser ; la police arrête l'homme sur les lieux[44].
  - Dix-huit civils sont tués dans plusieurs villages de la commune de Diankabou, cercle de Koro, dans le centre du Mali, lors d'une opération militaire conjointe par l'armée malienne et le groupe Wagner[45].
- 30 mars au 7 avril : 65e championnat du monde masculin de curling en Suisse.
- 31 mars :
  - la Bulgarie et la Roumanie rejoignent l'espace Schengen, ouvrant ainsi les voyages aériens et maritimes sans contrôles aux frontières[46].
  - Élections municipales en Turquie.
  - 20 millions de personnes sont menacées de famine, par une grave sécheresse qui sévit en Afrique australe[47].
  - Attaque de Tawori : Soixante-treize personnes sont tuées à Tawori, dans l'est du Burkina Faso ; l'attaque est revendiquée par le Jnim[48].